# Staffan Eklund
Lars Olof Staffan Eklund (* 28. Mai 1961 in Burträsk, Schweden) ist ein schwedischer Biathlontrainer.

## Karriere
Staffan Eklund war seit 2000 der Teamchef der schwedischen Biathlon-Nationalmannschaft. In diese Zeit fielen einige der größten Erfolge des schwedischen Biathlonsports, darunter Titelgewinne bei Biathlon-Weltmeisterschaften und Olympischen Winterspielen.
Als persönlicher Trainer betreute er unter anderem Athleten wie Jakob Börjesson und Carl Johan Bergman. 2010 wurde er zum Schwedischen Trainer des Jahres gewählt und setzte sich dabei gegen Konkurrenten wie Sarah Sjöström oder Jörgen Lennartsson und Tommy Söderberg durch.
Nach den Olympischen Winterspielen 2014 beendete Eklund seine Trainerlaufbahn für die Nationalmannschaft und nahm eine Arbeit in seiner Heimatgemeinde Boden in der Boden Arena auf.